# Mr. Music
Mr. Music (Brasil: A Secretária do Malandro / Portugal: A Secretária Ideal) é um filme estadunidense de 1950, do gênero comédia musical, dirigido por Richard Haydn e estrelado por Bing Crosby e Nancy Olson. A metragem longa (cento e treze minutos) e a história curta exigiram que a produção preenchesse os espaços vazios com diversos convidados: a estrela da ópera Dorothy Kirsten, Peggy Lee, Marge Champion, Groucho Marx etc.
Crosby canta, entre outras, as seguintes canções de Jimmy Van Heusen e Johnny Burke: Life Is So Peculiar, Accidents Will Happen (dueto com Dorothy Kirsten), High on the List e Wouldn't Be Funny?.
O roteiro é baseado na peça Accent on Youth, de Samson Raphaelson, sucesso da Broadway em 1935, filmada no mesmo ano com Sylvia Sidney e Herbert Marshall. Uma nova versão foi feita em 1959, agora intitulada But Not for Me, com Clark Gable e Carroll Baker.

## Sinopse
Paul Merrick é um compositor irresponsável, que se interessa mais por golfe que por cumprir seus compromissos, apesar dos esforços de sua secretária Katherine de mantê-lo com os pés no chão. Um dia, o produtor de teatro Alex Conway, que precisa de um novo sucesso, resolve dar-lhe uma última chance.

## Elenco
| Ator/Atriz     | Personagem         |
| -------------- | ------------------ |
| Bing Crosby    | Paul Merrick       |
| Nancy Olson    | Katherine Holbrook |
| Charles Coburn | Alex Conway        |
| Ruth Hussey    | Lorna Marvis       |
| Robert Stack   | Jeff Blake         |
| Tom Ewell      | Cupcake Haggerty   |
| Ida Moore      | Tia Amy            |